# Устианович, Николай Леонтьевич
Николай Леонтьевич Устианович (псевдоним — Николай из Николаева; 25 ноября [7 декабря] 1811, Николаев-на-Днестре, Королевство Галиции и Лодомерии, Австрийская империя — 22 октября [3 ноября] 1885, Славское, Королевство Галиции и Лодомерии, Австро-Венгрия) — галицкий будитель, украинский литератор, поэт, общественный и политический деятель. Депутат первого Галицкого сейма. Греко-католический священник. Отец Корнилия Устиановича.
Устианович был завсегдатаем кружка «Русская троица» и близким другом поэта Маркиана Шашкевича, также поддерживал тесные связи с Яковом Головацким, Богданом Дедицким и др. В 1848 году был инициатором созыва «Собора русских учёных». В 1860-е годы, в период размежевания галицкого движения, утвердился на позициях галицкого русофильства: выступал против германизации и полонизации, пропагандировал концепцию триединства русского народа и общерусской культурной солидарности. Вместе с двоюродным братом Маркиана Шашкевича Григорием Устианович стоял у истоков Галицко-Русской Матицы.
Произведения Николая Устиановича получили распространение в Российской империи в адаптациях Н. В. Гербеля.

## Биография
Николай Устианович родился 25 ноября (7 декабря) 1811 года в галицком местечке Николаев, де-юре входившем в колонию Рейхенбах. Его отец был бурмистром Николаева. В семье Устиановичей было одиннадцать детей. Образование Устианович начал у местного дьячка, изучил Псалтырь и Часослов, затем был отдан в немецкую начальную школу, окончив которую перешёл во львовскую гимназию. В философии (седьмом-восьмом классах гимназии) Устианович увлёкся польским национализмом, и чуть было не присоединился к Польскому восстанию 1830 года. После окончания философии он поступил на богословский факультет Львовского университета. Там он сблизился с М. С. Шашкевичем. 5 (17) сентября Устианович поступил в семинарию, где познакомился с Я. Ф. Головацким.
Печататься начал с 1836 года, когда была опубликована его элегия «Слеза на гроб Михаила Герасевича» (архипресвитера митрополичьей консистории во Львове). Это сочинение вызвало подозрения у властей, автор был подвергнут обыску, вместе с Шашкевичем лишён права на получение «титула стола» и до 1848 года находился под наблюдением полиции.
В 1837 году Устианович окончил университет и женился на Анне Петровне Плешкевич, дочери священника. В следующем году его рукоположили во иереи и назначили администратором прихода села Волкова, близ Львова. Через три года он стал настоятелем прихода села Славское близ города Стрый. Эту должность он занимал 28 лет.
Во время революционных событий 1848 года, в июне, Устианович написал в «Зорю галицкую» статью патриотического содержания, в которой подверг критике основанный поляками «Русский собор», который должен был противодействовать деятельности Главной русской рады. Также в 1848 году Устианович высказал идею созыва «Собора русских учёных», для основания Галицко-русской матицы и решения языкового вопроса. Такой собор был созван Главной русской радой, он заседал с 7 (19) по 14 (26) октября 1848 года.
В течение семи месяцев (с 2 (14) июля 1849 года по 7 (19) февраля 1850 года) Устианович совместно с И. Ф. Головацким, Б. А. Дедицким и М. Н. Коссаком издавал газеты «Вісник для русинів Австрійської держави», затем «Галичо-русский вестник» на украинском языке. Он не очень хорошо владел русским литературным языком, но тем не менее старался очищать свой язык от полонизмов, употребляя выражения общерусского литературного языка. Впоследствии издание было переименовано в «Вестник для русинов Австрийской державы» и перенесено в Вену, а Устианович возвратился в Славское.
В 1861 году Устианович стал депутатом первого галицкого сейма, однако мало занимался политикой, больше времени уделяя литературному творчеству. К этому времени относится окончательная перемена взглядов Устиановича, ставшего сторонником «общерусской идеи» о единстве русского народа в трёх ветвях — белорусской, великорусской и малорусской (включая русинов). В 1879 году Устианович был переведен настоятелем прихода в Сучаву. Скончался Николай Леонтьевич 22 октября (3 ноября) 1885 года.
Старший сын — живописец и писатель Корнилий Устиянович.